# Bukit Lawang
Bukit Lawang je vas ob reki Bahorok na severni Sumatri v Indoneziji. 
Vas se nahaja 90 km severozahodno od Medana, glavnega mesta severne Sumatre.
Vas je na robu narodnega parka Leuser (Mount Leuser National Park/ Gunung Leuser National Park).
V bližini vasi je rehabilitacijski center za orangutane (Orangutan Rehabilitation Centre). 
Orangutani živijo svobodno v tropskem pragozdu v bližini vasi Bukit Lawang.   
Rehabilitacijski center skrbi, da se ujete ali pa osirotele živali postopoma navajajo na samostojno življenje v pragozdu. 
Rehabilitacijski center deluje od leta 1973.
Orangutani živijo svobodno v tropskem pragozdu, skrbniki pa jim enkrat na dan prinesejo hrano na posebno ploščad.
Ko se opice ponovno navadijo na življenje v džungli in so si sposobne same poiskati dovolj hrane, se v center vračajo vedno redkeje,
dokler se povsem ne osamosvojijo in se v center ne vračajo več. 
V tropski džungli v bližini vasi lahko vidimo tudi tropske ptice, opice makaki, gibone, različne kuščarje in mnoge tropske rastline.

### Galerija slik
- Orangutanka z mladičem
- Orangutanka in mladič
- Mladi orangutan in mama
- Orangutanka z mladičem
- Orangutanka z mladičem
- Orangutanka z mladičem
- Reka Bahorok
- Ekološka hiša v bližini vasi Bukit Lawang (hotel)